# Frederic Tudor
Frédéric Tudor (4 septembre 1783 - 6 février 1864) est un homme d'affaires et marchand américain. Connu comme le roi de la glace de Boston « Ice King », il est le fondateur de la Tudor Ice Company et l'un des pionniers du commerce de la glace au début du XIXe siècle. Il a fait fortune en expédiant des blocs de glace découpés dans les étangs de la Nouvelle-Angleterre dans le reste du monde.

## Biographie
Frederic Tudor est le troisième fils de William Tudor, un riche avocat de Boston, et Delia Jarvis Tudor. Son frère aîné William Tudor (1779-1830) devient un écrivain célèbre de Boston. Frederic abandonne les études et entre dans les affaires à l'âge de 13 ans. Après une visite dans les Caraïbes, il décide de faire fortune en vendant la glace des étangs du Massachusetts.
En 1806, alors âgé de 23 ans, Tudor achète son premier brick, le Favorite, pour transporter de la glace coupée dans la ferme de son père à Saugus de Charlestown à la Martinique,,. Il part le 10 février 1806. 
Bien qu'une part considérable de la glace ait fondu lors des trois semaines de voyages, il réussit à vendre la plupart de ce qui reste. L'expédition se solde par une perte de 4 500 $. L'année suivante Tudor fait face à de lourdes pertes lorsque trois expéditions à la Havane du brick Trident se soldent par une perte.
Plusieurs facteurs ont aidé Tudor au début du commerce de la glace. Affréter un bateau est moins cher, car ceux-ci trouvent un intérêt à acheter du fret aux Antilles pour le voyage du retour. La glace est gratuite, seule coûte la main-d'œuvre pour l'extraire. La sciure de bois qui l'isole efficacement est produite par l'industrie du bois de la Nouvelle-Angleterre.
Tudor connaît des premiers bénéfices en 1810, alors que son chiffre d'affaires brut s'élève à environ 7 400 $, puis frôle les 9 000 $. Cependant, il n'en touche que 1000, pour des raisons de finances personnelles, ses dettes privées dépassant ses revenus. Il est ainsi en prison pour dettes en 1812 et 1813. En 1815, il parvient à emprunter 2 100 $, ce qui lui permet de financer un nouveau voyage vers la Havane. Son bateau transportant 150 tonnes de glace part le 1er novembre 1815.

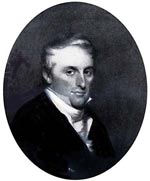
Frédéric Tudor jeune.

En 1816, Tudor envoie de la glace à Cuba avec une efficacité croissante. Il décide d'essayer d'importer des fruits cubains à New-York. En août de cette année il emprunte 3 000 $ à 40% et embarque une cargaison de citrons verts,  oranges, bananes et poires, conservés avec 15 tonnes de glace et 3 tonnes de foin. L'expédition est un échec, la quasi-totalité des fruits ayant pourri pendant le voyage, et laisse Tudor criblé de dettes. Il ouvre cependant de nouveaux marchés, et dessert Charleston en Caroline du Sud, Savannah en Géorgie et la Nouvelle-Orléans, en Louisiane.
Tudor passe quelques années à perfectionner ses techniques d'isolation. La glace est protégée par des copeaux, de la sciure ou de la paille de riz. Les blocs sont empilés comme des briques. Il construit des glacières dans les îles des tropiques et crée de la demande pour les rafraîchissements.
En 1825, les ventes de glaces se portent bien, mais la difficulté de couper les blocs à la main limite la croissance de sa société. Un de ses fournisseurs, Nathaniel Jarvis Wyeth, harnache une lame de métal à des chevaux, ce qui permet d'obtenir une scie à glace efficace. Ce nouvel outil permet de plus que tripler la production.

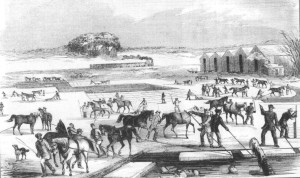
Extraction de la glace en 1854.

In 1833, Samuel Austin, un marchand de Boston, lui propose un partenariat pour livrer de la glace en Inde, ce qui représente 4 mois de trajet sur une route de 25 000 kilomètres. Le 12 mai 1833, le brick Tuscan quitte Boston pour Calcutta en transportant 180 tonnes de glace. À l'arrivée, il contient encore 100 tonnes de glace. Lors des 20 années qui suivent, Calcutta devient la destination la plus rentable, avec un profit estimé à 220 000 $. Tudor fait construire trois glacières en Inde, à Calcutta, Bombay et Madras.
Au début des années 1830, Tudor spécule sur le café. Il commence par gagner des millions, mais une chute des cours en 1834 lui laisse un quart de million de dollars de dette, et il doit se rabattre sur la glace. 
À l'été 1833, alors qu'il est âgé de 50 ans, Frederic s'intéresse à Euphemia Fenno, âgée de 19 ans. Ils s'écrivent régulièrement, puis se marient le 2 janvier 1834. Le couple a 6 enfants.
Le commerce de la glace emprunte également le rail et la construction de nouvelles lignes rend l'approvisionnement plus facile. À partir des années 1840, la glace est acheminée dans le monde entier, et bien que Tudor ne représente alors une minorité du marché, il gagne suffisamment pour payer ses dettes et vivre une existence confortable.
Frederic Tudor meurt à Boston le dimanche 6 février 1864. Il est enterré dans le  caveau familial à King's Chapel cemetery.